# 誠会
誠会（まことかい）は、大阪府大阪市に本部を置き、東京都新宿区に本家を置いた暴力団で、神戸山口組の二次団体。
2020年1月に解散した。

## 略歴

### 初代
- 斉藤長蔵は、盛代小車組を結成した。
- 盛代小車組組長斉藤長蔵は、引退した。

### 二代目
- 川口義昌は、盛代小車組から小車誠会に改称し、二代目小車誠会会長に襲名した。
- 菅谷組に参画し、菅谷組舎弟に就任した。
- 1981年、菅谷組の解散に伴い、独立組織となった。
- 1991年5月、五代目山口組に参画し、五代目山口組舎弟に就任した。
- 1995年9月、二代目小車誠会会長川口義昌は、病死した。

### 三代目
- 川口和慶は、小車誠会から小車誠会本家に改称し、三代目小車誠会本家会長に襲名した。
- 1999年3月、五代目山口組に昇格した。
- 2005年8月、六代目山口組に参画した。
- 2011年9月、六代目山口組から除籍処分された。

### 誠会
- 2015年10月15日、安岡俊蔵は、誠会を結成し、神戸山口組に参画後、神戸山口組舎弟に就任した。
- 2020年1月、安岡俊蔵は警視庁に二代目誠会の解散届を提出し解散。

## 歴代

### 盛代小車組
- 初代 - 斉藤長蔵

### 小車誠会
- 二代目 - 川口義昌（五代目山口舎弟／二代目小車誠会会長／菅谷組舎弟） 1995年09月病死

### 小車誠会本家
- 三代目 - 川口和慶（六代目山口組若中／五代目山口組若中）2011年09月除籍

## 当代
- 会長 - 安岡俊蔵（神戸山口組舎弟／三代目小車誠会本家特別相談役）